# Inger Rosengren
Inger Tilly Rosengren, född Hofmann 14 juli 1934 i Århus i Danmark, är en svensk språkforskare och professor emerita i tyska. 

## Biografi
Inger Rosengren flyttade 1947 tillsammans med sina föräldrar till Malmö och sedan vidare till Lund, där hon bodde under större delen av sin forskarkarriär. Efter studier i teoretisk filosofi och moderna språk blev hon filosofie magister 1957 och filosofie licentiat 1961. Hon disputerade 1966 för filosofie doktorsgrad på avhandlingen Eine quantitative Distributionsanalyse einiger mittelhochdeutscher Adjektive med Sture Allén och Tilo von Sparr som opponenter; hon blev docent samma år. 1971 utnämndes hon till professor i tyska vid Tyska institutionen på Lunds universitet, vars prefekt hon också var under flera årtionden. Hon gifte sig 1956 med sociologen och litteraturvetaren Karl Erik Rosengren, som var professor i massmedia och kommunikation och avled 2013. Makarna fick tre söner. Inger Rosengren är sedan 2001 bosatt i Stockholm.

## Forskning
Rosengrens forskning var inledningsvis fokuserad på kvantitativa aspekter av språkhistorien, till exempel vissa adjektiv i medeltida riddardiktning. Hon intresserade sig även för nutidstyskan, vilket ledde till utgivningen av en frekvensordbok över tyskt tidningsspråk som var inspirerad av Alléns Nusvensk frekvensordbok. Nutidstyskan behandlades också i slutet av 70-talet i projektet Fackspråklig kommunikation, som kartlade kommunikationen mellan tyska och svenska tekniker och ekonomer och de problem som kunde uppstå där.  
Gradvis kom Rosengrens forskning att från 1980-talets början centreras kring grammatik och särskilt relationen mellan semantik, syntax och pragmatik. Där var hon starkt inspirerad av Noam Chomskys teorier om generativ grammatik och ett tidigt exempel är hennes bidrag till ett arbete 1978 om valens, kasus och grammatiska relationer. Arbetet skedde i samarbete med dels svenska forskare som Margareta Brandt, Ingemar Persson, Lars Åhlander, Christer Platzack och Sven-Gunnar Andersson, dels internationellt verksamma forskare som Marga Reis, Hubert Haider, Wolfgang Motsch, Ilse Zimmermann, Norbert Fries och Manfred Bierwisch. Mycket av det internationella samarbetet skedde inom programmet Sprache und Pragmatik, som inleddes med ett större symposium 1980 och resulterade i många publikationer. Samtidigt publicerade Rosengren egen forskning utanför programmet i olika internationella tidskrifter. 
Därutöver har Rosengren suttit i Riksbankens jubileumsfonds kommitté för humaniora. Tillsammans med Lars-Gunnar Andersson var hon initiativtagare till jubileumsfondens forskarskola i moderna språk, som under perioden 1995–2005 utbildade ett trettiotal doktorander.
Rosengrens forskning fortsatte även efter hennes emeritering. Den senaste publikationen är en artikel om imperativ skriven tillsammans med Christer Platzack och utgiven 2017.

## Undervisning
Utöver forskning har Rosengren undervisat på Lunds universitet och handlett flera doktorander. Hon har verkat för att stärka svensk språkundervisning samt givit ut läromedel, till exempel Tysk syntax för universitetsnivå som har kommit ut i flera utgåvor.